# Болотово (Зубцовское сельское поселение)
Болотово  — деревня в Зубцовском районе Тверской области. Входит в состав Зубцовского сельского поселения.

## География
Находится в южной части Тверской области на расстоянии приблизительно 13 км на север-северо-восток по прямой от районного центра города Зубцов.

## История
Деревня была отмечена еще на карте 1825 года. В 1859 году здесь (деревня Зубцовского уезда Тверской губернии) было учтено 20 дворов, в 1941 — 21. 

## Население
Численность населения: 165 человек (1859 год), 7 (русские 100 %) в 2002 году, 6 в 2010.